# Papilio aristophontes
Papilio aristophontes is een vlinder uit de familie van de pages (Papilionidae). De wetenschappelijke naam van de soort is voor het eerst geldig gepubliceerd in 1897 door Charles Oberthür. Deze naam wordt wel beschouwd als een synoniem van Papilio nireus.